# يوشيهيرو فوجيتا (مصارع رياضي)
يوشيهيرو فوجيتا (باليابانية: 藤田芳弘) هو مصارع رياضي ياباني، ولد في 12 أبريل 1952.

## وصلات خارجية
- يوشيهيرو فوجيتا على موقع قاعدة بيانات المصارعة الدولية (الإنجليزية)
- يوشيهيرو فوجيتا على موقع أوليمبيديا (الإنجليزية)